# WWE SmackDown Women's Championship
WWE SmackDown Women's Championship là một chức vô địch đấu vật chuyên nghiệp thế giới dành cho nữ được tạo ra và phát triển bởi công ty đấu vật chuyên nghiệp Hoa Kỳ WWE, nó thuộc về WWE SmackDown. Đây là một trong hai chức vô địch thế giới của nữ, cùng với Raw Women's Championship thuộc Raw. Nhà vô địch hiện nay là Ronda Rousey, đây là lần thứ hai cô thắng chức vô địch.
Danh hiệu được công bố vào ngày 23 tháng 8 năm 2016 trong SmackDown Live, là chiếc đai tương xứng với đai WWE Women's Champion — đã trở thành độc quyền của Raw từ sau WWE draft 2016. Tên đai sau đó được thay đổi thành WWE SmackDown Women's Championship sau khi Becky Lynch trở thành nhà vô địch đầu tiên. Đai được đem ra tranh đấu trong các trận đấu dành cho nữ tại ba sự kiện pay-per-view của WWE, cùng với đai Raw Women's, là TLC: Tables, Ladders & Chairs, sự kiện hàng đầu WWE là WrestleMania 2019 và tại Đêm 1 WrestleMania 2021. Đai cũng là chức vô địch đầu tiên dành cho nữ được bảo vệ tại các sự kiện Super ShowDown 2020 và Crown Jewel 2021 ở Ả Rập Saudi.

## Lịch sử
Vào tháng 7 năm 2016, WWE quay trở lại phân tách thương hiệu, chương trình quyết định chia dàn sao thành hai thương hiệu là Raw và SmackDown, nơi các đô vật được chỉ định sẽ độc quyền thi đấu tại đó; lần đầu tiên phân tách thương hiệu kết thúc vào tháng 8 năm 2011. Tại WWE draft 2016, đương kim vô địch WWE Women's Charlotte được draft sang Raw nên SmackDown không có chức vô địch đơn nữ. Sau SummerSlam, ngày 23 tháng 8 năm 2016, người đứng đầu SmackDown là Shane McMahon và tổng giám đốc Daniel Bryan đã công bố đai vô địch mới SmackDown Women's Championship (Chức vô địch SmackDown của nữ). Một trận đấu loại 6 người được lên kế hoạch cho Backlash vào ngày 11 tháng 9 năm 2016 để xác định nhà vô địch đầu tiên. Sáu đô vật nữ tham gia thi đấu tại SummerSlam được lựa chọn tham gia vào trận đấu này: Alexa Bliss, Becky Lynch, Carmella, Naomi, Natalya và Nikki Bella. Lynch đã trở thành nhà vô địch đầu tiên khi loại người trụ lại sau cuối Carmella. Đai NXT Women's Champion trở thành chức vô địch nữ chính thứ ba tại WWE khi thương hiệu NXT, vốn chuyên đào tạo nhân tài lên dàn sao chính trở thành thương hiệu chính vào tháng 9 năm 2019 khi chương trình chuyển phát sóng sang USA Network.
Thiết kế đai vô địch gần như giống hệt với Chức vô địch Raw của nữ với sự khác biệt là nền của tấm trung tâm và các quả cầu phía trên mặc định là màu xanh lam (trái ngược với màu đỏ của Raw) để tượng trưng cho sự độc quyền của nó cho SmackDown. Cũng như các chức vô địch khác, hai tấm bên có thể tùy chỉnh với logo của nhà vô địch. Khi Naomi giành đai lần thứ hai, các dải đèn LED nhiều màu thay thế đường viền logo của WWE và đường viền của mành đai để phù hợp với phong cách "màu mè" của cô.
Tháng 12 năm 2018, đai lần đầu tiên được tranh đấu tại một sự kiện pay-per-view của WWE là TLC: Tables, Ladders & Chairs, khi Becky Lynch bảo vệ đai trong trận đấu ba người bàn, thang và ghế trước Charlotte Flair và Asuka, và Asuka thắng, đây cũng là trận ba người TLC đầu tiên dành cho nữ. Sau đó, đai vô địch được bảo vệ tại WrestleMania 35 vào tháng 4 năm 2019 trong trận đấu ba người người thắng có tất cả, Flair phải bảo vệ đai trước Lynch và nhà vô địch Raw Women's Ronda Rousey. Lần đầu tiên nữ đô vật tham gia một sự kiện chính tại WrestleMania, sự kiện hàng đầu WWE. Tháng 2 năm 2019, đai tiếp tục được Bayley bảo vệ trước Naomi tại Super ShowDown và lần đầu tiên một chức vô địch nữ được bảo vệ tại Ả Rập Saudi. Đai một lần nữa được bảo vệ trong trận sự kiện chính WrestleMania, lần này tại Đêm 1 WrestleMania 37, trận đấu mà Bianca Belair đánh bại Sasha Banks để lên ngôi vô địch; đây cũng là lần đầu tiên hai đô vật nữ người Mỹ gốc Phi cùng tham dự một trận đấu WrestleMania, và là lần thứ hai chức vô địch dành cho nữ được đem ra thi đấu trong trận sự kiện chính PPV này. Tại Crown Jewel 2021, lần thứ hai đai được bảo vệ tại Ả Rập Saudi khi Becky Lynch bảo toàn đai trước Bianca Belair và Sasha Banks trong trận ba người.

### Trận đấu tìm nhà vô địch đầu tiên
| Thứ tự loại      | Đô vật      | Bị loại bởi | Cách loại                                                         | Thời gian |
| ---------------- | ----------- | ----------- | ----------------------------------------------------------------- | --------- |
| 1                | Alexa Bliss | Naomi       | Bị đè sau khi trúng powerbomb/neckbreaker combination với Natalya | 9:38      |
| 2                | Naomi       | Natalya     | Buộc phải xin hàng khi trúng Sharpshooter                         | 10:52     |
| 3                | Natalya     | Nikki Bella | Bị đè sau khi trúng fireman's carry cutter                        | 12:00     |
| 4                | Nikki Bella | Carmella    | Bị đè với cú roll-up                                              | 12:08     |
| 5                | Carmella    | Becky Lynch | Buộc phải xin hàng khi trúng Dis-arm-her                          | 14:40     |
| Người thắng cuộc | Becky Lynch | Becky Lynch | Becky Lynch                                                       | 14:40     |

## Các nhà vô địch
Tính đến ngày 19 tháng 6 năm 2022, đã có 22 lần giữ đai giữa 11 nhà vô địch và 1 lần bỏ trống. Becky Lynch là nhà vô địch đầu tiên. Charlotte Flair có số lần giữ đai nhiều nhất với 6 lần. Lần giữ đai thứ hai của Bayley là lần giữ đai lâu nhất với 380 ngày; trong khi lần giữ đai thứ tư của Charlotte có tổng số ngày giữ đai ngắn nhất với 4 phút 55 giây do Bayley cash-in Money in the Bank với Flair khi Flair vừa giành đai từ Becky Lynch. Bayley cũng là nhà vô địch có tổng số ngày giữ đai kết hợp lâu nhất với 520 ngày. Asuka là nhà vô địch lớn tuổi nhất, cô giành được danh hiệu lúc 37 tuổi, trong khi Bliss là nhà vô địch trẻ nhất (25 tuổi).
Ronda Rousey là nhà vô địch hiện tại, đây là lần đầu tiên cô vô địch đai này. Cô đánh bại Charlotte Flair trong trận "I Quit" match tại WrestleMania Backlash vào ngày 8 tháng 5 năm 2022 ở Providence, Rhode Island.